# Lukas Bärfuss
Lukas Bärfuss, né le 30 décembre 1971 à Thoune, est un écrivain et dramaturge suisse de langue allemande.

## Biographie
Lukas Bärfuss naît le 30 décembre 1971 à Thoune, dans le canton de Berne. Il grandit avec sa mère, sa grand-mère, et ses frères et sœurs, pratiquement sans contact avec son père.
Il se retrouve sans domicile fixe à l'âge de 16 ans lorsque sa mère perd la maison familiale. Il exerce alors plusieurs métiers tels que tabaculteur, ferrailleur et jardinier. Après avoir obtenu sa maturité, il reprend une librairie et termine une formation de libraire. Il vit de sa plume à partir de 1997.
Il est également connu pour ses tribunes et prises de position sur des sujets politiques (notamment sur la Suisse,,, l'UDC, la littérature engagée, la grève des femmes, la pandémie de COVID-19,, et la liberté de la presse).
Il réside et travaille à Zurich.
Il est divorcé et père de trois enfants. Il est en couple avec l'écrivaine française Muriel Pic.

## Parcours théâtral et littéraire
Il est un des membres fondateurs, avec Samuel Schwarz, de la troupe de théâtre 400asa en 1998. Il écrit pour celle-ci plusieurs pièces dont La mort de Meienberg, à propos du journaliste Niklaus Meienberg, qui le fait connaître en 2000. Les névroses sexuelles de nos parents, pièce de commande, écrite pour le théâtre de Bâle, est un succès continu et a été traduite en une douzaine de langues depuis 2005.
Il collabore entre autres avec le théâtre de Bochum, le théâtre Thalia de Hambourg, les Kammerspiele de Munich et le Deutsches Theater de Berlin.
En traitant de problèmes de société, il allie dans son écriture gravité des sujets et humour des situations, sans porter de jugement sur ses personnages, les montrant dans leurs contradictions et leurs questionnements.
En 2019, il reçoit le prestigieux Prix Georg-Büchner, considéré comme le prix littéraire le plus important en Allemagne. Lukas Bärfuss est le premier Suisse à remporter ce prix depuis 25 ans (le dernier lauréat suisse étant Adolf Muschg en 1994).

## Œuvres

### Pièces de théâtre
- Sophokles' Oedipus (L'Œdipe de Sophocle), création : passage souterrain Escher-Wyss, Zurich, 1998
- Siebzehn Uhr Siebzehn (Dix-sept heures dix-sept), création : Schauspiel Akademie Theater, Zurich, 2000
- 74 Sekunden - Monolog (74 secondes - Monologue), création : Salle bleue, Zurich, 2000
- Vier Frauen. Singspiel (Quatre femmes. Opérette), création : Schlachthaus Theater, Berne, 2000
- Medeää. 214 Bildbeschreibungen (Medeäa. 214 descriptions de tableaux), création : Radiokulturhaus de Vienne, dans le cadre des Wiener Festwochen, 2000
- Die Reise von Klaus und Edith durch den Schacht zum Mittelpunkt der Erde (Le voyage de Klaus et Edith dans le puits menant au centre du monde), création : Théâtre de Bochum, 2001
- Meienbergs Tod (La mort de Meienberg), création : Théâtre de Bâle, 2001
  - Meienbergs Tod / Die sexuellen Neurosen unserer Eltern / Der Bus, Wallstein Verlag, Göttingen, 2005
- Othello - ein BlueMovie (Othello - un BlueMovie), création : Deutsches Schauspielhaus, Hambourg, 2001
- Vier Bilder der Liebe (Les Névroses sexuelles de nos parents / L’Amour en quatre tableaux, traduit par Bruno Bayen / Sandrine Fabbri, L'Arche, Paris, 2006)[16]
- Die sexuellen Neurosen unserer Eltern (Les Névroses sexuelles de nos parents / L’Amour en quatre tableaux, traduit par Bruno Bayen / Sandrine Fabbri, L'Arche, Paris, 2006)
- Heinrich IV (Henri IV) (Adaptation et traduction), création : Théâtre de Bochum, 2004
- Der Bus (Le bus), création : Thalia Theater, Hambourg, mise en scène de Stephan Kimmig, janvier 2005
- Alices Reise in die Schweiz, création Théâtre de Bâle, 2005 (Le Voyage d’Alice en Suisse / Pétrole, traduit par Hélène Mauler, René Zahnd, Bernard Chartreux et Eberhard Spreng, L'Arche, Paris, 2011)[17]
  - Alices Reise in die Schweiz / Die Probe / Amygdala, Wallstein Verlag, Göttingen, 2007
- Die Probe, création : Kammerspiele, Munich, mise en scène de Lars-Ole Walburg, février 2007 (Le Test, traduit par Johannes Honigmann, L'Arche, Paris, 2008)
- Amygdala, création : Thalia Theater, Hambourg, mise en scène de Stephan Kimmig, 2009
- Öl, Wallstein Verlag, Göttingen, 2009 (Le Voyage d’Alice en Suisse / Pétrole, traduit par Hélène Mauler, René Zahnd, Bernard Chartreux et Eberhard Spreng, L'Arche, Paris, 2011)
- Malaga, Hartmann & Stauffacher Verlag, Cologne, 2010
- Luther, 2021[18]

### Prose
- Die toten Männer, Suhrkamp Verlag, Frankfurt am Main, 2002. (Les hommes morts, traduit par Bruno Bayen, Mercure de France, Paris, 2006)[19]
- Hundert Tage, Wallstein Verlag, Göttingen, 2008 (Cents jours, cents nuits, traduit par Bernard Chartreux et Eberhard Spreng, L'Arche, Paris, 2009)[20]
- Koala, Wallstein Verlag, Göttingen, 2014 (traduit par Lionel Felchlin, Zoé, Genève, 2017)[21],[22]
- Stil und Moral, Göttingen, Wallstein, 2 mars 2015, 235 p. (ISBN 978-3-8353-1679-9)[23],[24]
- Hagard, Wallstein Verlag, Göttingen, 2017 (traduit par Lionel Felchlin, Zoé, Genève, 2018)[25],[26]. Nommé pour le Preis der Leipziger Buchmesse 2017
- Krieg und Liebe, Göttingen, Wallstein, 5 mars 2018, 294 p. (ISBN 978-3-8353-3241-6)[27],[28]
- Malinois. Erzählungen, Göttingen, Wallstein, 30 septembre 2019, 128 p. (ISBN 978-3-8353-3600-1)[29],[30]
- Vaters Kiste : Eine Geschichte über das Erben, Hambourg, Rowohlt, 2022, 96 p. (ISBN 9783498003418) (Le Carton de mon père. Réflexions sur l'héritage, traduit par Lionel Felchlin, Zoé, Genève, 2024)[31]

## Adaptations cinématographiques
- Les Névroses sexuelles de nos parents, adapté par Stina Werenfels sous le titre Dora oder Die sexuellen Neurosen unserer Eltern et sorti en 2015.

## Prix et distinctions
- 1998 : Bourse de la Fondation Lydia Eymann, Langenthal
- 2000 : Prix d'encouragement ZKB (Zurich) pour "Medeäa. 214 descriptions d'images"
- 2001 : Prix de la culture de la ville de Thoune
- 2002 : Médaille culturelle de la ville de Zurich ; distinction littéraire de la ville de Berne
- 2003 : Prix du livre du canton de Berne ; élu jeune dramaturge de l'année lors de l'enquête menée auprès des critiques par la revue Theater Heute pour Les Névroses sexuelles de nos parents[32]
- 2005 : Prix de l'œuvre dramatique de Mülheim pour Le bus
- 2007 : Prix littéraire Spycher de la ville de Loèche
- 2008 : Prix du premier roman Mara Cassens de la ville de Hambourg pour Cent jours ; Prix Anna-Seghers partagé avec Alejandra Costamagna
- 2009 : Prix Schiller de la fondation suisse pour Cent jours ; Second Prix de la paix Erich-Maria-Remarque pour Cent jours
- 2010 : Prix Hans Fallada de la ville de Neumünster
- 2014 : Prix suisse du livre pour Koala[33] ; Prix littéraire de Soleure[34]
- 2015 : Prix Nicolas Born du Land de Basse-Saxe
- 2019 : Prix Georg Büchner de l'Académie allemande pour la langue et la poésie (Deutsche Akademie für Sprache und Dichtung)